# کناری (دیر)
کُناری، روستایی است از توابع بخش بردخون در شهرستان دیر استان بوشهر ایران.

## جمعیت
این روستا در دهستان آبکش قرار دارد و بر اساس سرشماری سال ۱۳۸۵ آمار رسمی جمعیت روستا ۳۴۲نفر (۶۷خانوار) می‌باشد.